# Список исторических заповедников Азербайджана
Список исторических заповедников Азербайджана — статья, в которую входят 29 исторических заповедников Азербайджанской Республики.
Из них четырнадцать являются историко-культурными, восемь историко-архитектурными и два историко-художественными заповедниками.  Три заповедника расположены на территории Нахичеванской Автономной Республики. Заповедник Янардаг функционирует как историко-культурный и природный заповедник. Историко-архитектурный заповедники Ичеришехер, Гобустан и Юхары Баш включены в список Всемирного наследия ЮНЕСКО, а Атешгях, Ордубад и Шуша включены в список кандидатов.

## Процесс утверждения
Согласно постановлению Кабинета Министров Азербайджана «Об утверждении Типового положения о мемориальных заповедниках», заповедник является охраняемой государством территорией и населенными пунктами, где находятся памятники истории и культуры, археологические и архитектурные объекты, этнографические, нумизматические, эпиграфические, расположены антропологические материалы, здания, мемориалы, предметы, связанные с историческими событиями и личностями. Распоряжением президента Азербайджана археологические, этнографические, архитектурные, градостроительные и другие комплексы особого значения объявлены природными заповедниками.

## Список
| №. | Название                                                                            | | Краткая информация | Примечания    |
| -- | ----------------------------------------------------------------------------------- | --- | --- | ------------- |
| 1  | Гюлистанский историко-культурный заповедник                                         | | Включает: Джугинский мост, караван-сарай, крепость Джуга, мавзолей Гюлистан, церковь, некрополь, текийе ханага Алинджачай и др. | [ 3 ] [ 4 ]   |
| 2  | Нардаранский историко-культурный заповедник                                         | | Включает: караван-сарай Сефевидов, мечеть Гаджи Бахши, Нардаранская мечеть, мечеть Пирсаид, мечеть Джума, Нардаранский замок, Ханская баня, мавзолей Гази. | [ 5 ]         |
| 3  | Историко-архитектурный заповедник Ичери-шехер                                       | | Памятники мирового значения: Девичья башня, Дворец Ширваншахов, мечеть Мухаммеда. | [ 6 ]         |
| 3  | Историко-архитектурный заповедник Ичери-шехер                                       | Памятники государственного значения: Музейный центр Ичеришехер, баня Ага Микаила, Малый Караван-сарай, Крепостные стены Баку, мечеть Молла Ахмеда, Баня Гаджи Гаиба, Мечеть Гаджи Бани, мечеть Ханлара, мечеть Ашура, мечеть Шейха Ибрагима, Мечеть Сеид Яхья, Хыдыр-мечеть, мечеть Гилейли, Четырёхугольная башня, Джума-мечеть, Базарная площадь, Текие, Дом бакинских ханов, подземная баня, Мечеть Баба Кухи Бакуви. | | [ 6 ]         |
| 3  | Историко-архитектурный заповедник Ичери-шехер                                       | Памятники местного значения: Бегляр-мечеть, Церковь Святого Николая, церковь Св. Варфоломея, баня Ага Зейнала, Мечеть Чин, Мечеть Гаджи Эйбат, мечеть Мирза Ахмед, мечеть Гаджи Гаиба, дом шаха, Арочное здание. | | [ 6 ]         |
| 4  | Чирах-кала и Шабранский историко-культурный заповедник                              | | Включает: полукруглые башни, четырехугольную крепость, мастерскую по производству керамических изделий. | [ 7 ]         |
| 5  | Государственный историко-культурный заповедник "Старый город Шамкир"                | | Включает: руины древнего Шамкира, Шамкирская башня, Шамкирская крепость, мечеть Аббаслы, крепость Кероглы, Лютеранская церковь, огузское кладбище, Христианская церковь. | [ 8 ]         |
| 6  | Историко-культурный и природный заповедник Янардаг                                  | | Включает: природный вечный огонь, горящий с древнейших времён на склоне холма в Азербайджане. | [ 9 ]         |
| 7  | Гобустанский государственный историко-художественный заповедник                     | | Включает: Наскальные рисунки Гобустана, Гавалдаш и тд. | [ 10 ] [ 11 ] |
| 8  | Хыналыгский историко-архитектурный и этнографический заповедник                     | | Включает: Храм огнепоклонников, гробницу Хидыра Наби, мечеть Шейха Шалбуза, мечеть Абу Муслима, пещеры и т.д. | [ 12 ]        |
| 9  | Кешикчидагский государственный историко-культурный заповедник                       | | Включает: монастырь Бертубани, монастырь Чичикури, монастырь Удабно | [ 12 ]        |
| 10 | Историко-архитектурный заповедник Атешгях                                           | | Считается центром зороастрийского поклонения на Кавказе (1713). | [ 13 ]        |
| 11 | Гянджинский историко-культурный заповедник                                          | | Включает: Старый город Гянджа, Гянджинскую крепость, Мавзолей «Джомард-Кассаб», Мавзолей «Имам-заде», Ворота Агоглан | [ 14 ]        |
| 12 | Историко-этнографический заповедник «Гала»                                          | | Включает: 7 памятников государственного и 34 памятника местного значения. | [ 15 ]        |
| 13 | Шушинский государственный историко-архитектурный заповедник                         | | Включает: Шушинскую крепость, Гянджинские ворота, Эриванские ворота, Ворота Агоглан, Площадь Диванхана (Шуша), Мейдан, Ашагы мейдан, Дворец карабахских ханов, Дворец Ибрагим Халил-хана, Замок Кара Беюк-ханым, Дом Хуршидбану Натаван, Дом Мехмандаровых, Дом Зохраббекова, Дворец Гаджи Гулулар, Дом-музей Мир Мохсун Навваба, Дом Асад бека, Дом-музей Узеира Гаджибекова, Дом Зульфугара Гаджибекова, Дом Садыхджана, Дом-музей Бюль-Бюля, Дом Садыхджана, Караван-сарай Мешади Шукюра Мирсияб оглы, Караван-сарай Ханлыг Мухтар, Караван-сарай Ага Гахрамана Мирсияб оглы, Собор Святого Христа Всеспасителя, Верхняя мечеть Гевхар-аги, Мечеть Саатлы, Мечеть Малыбейли, Мечеть Джульфалар, Мечеть Чухур мехелле, Мечеть Чёль гала, Мечеть Кочарли, Мечеть Мамай, Мечеть Мардинли, Мечеть Гуюлуг, Мечеть Сеидли, Мечеть Таза мехелле, Баня Ширин су и тд. | [ 16 ]        |
| 14 | Историко-архитектурный заповедник Юхары баш                                         | | Включает: Нухинскую крепость, Дворец шекинских ханов, Дом Шекихановых, Нижний караван-сарай, Верхний караван-сарай, Шекинская ханская мечеть, Джума-мечеть, Мечеть Омар Эфенди, Мечеть Гилейли, Мечеть имама Али, Подземная баня, Трёхсвятительская церковь, Ханский платан. | [ 17 ]        |
| 15 | Баскалский историко-культурный заповедник                                           | | Включает: два памятника местного значения. | [ 18 ]        |
| 16 | Историко-культурный заповедник Лагич                                                | | Включает: 93 памятника местного значения. | [ 18 ]        |
| 17 | Историко-культурный заповедник Киш                                                  | | Включает: некрополи. |               |
| 18 | Историко-культурный заповедник Ордубад                                              | | Включает: церковь Юхари Айлис, церковь Св. Фомы, Джума-мечеть, мечети Мейрамча, Йетим, Дильбер, Мингис, Гыркаяг, Ашаги и Юхари Амбарас, мечеть Ангам, мавзолеи Эйваз и Дер. |               |
| 19 | Историко-культурный заповедник Загатала                                             | | Включает: 19 памятников местного значения. | [ 11 ]        |
| 20 | Историко-культурный заповедник Кабала                                               | | Территория заповедника состоит из трех частей: древнего города, Салбира и Галы. В заповеднике действует археологический центр. | [ 19 ]        |
| 21 | Авейский историко-культурный заповедник                                             | | Включает пещеру Дамджылы | [ 20 ]        |
| 22 | Илисуинский историко-культурный заповедник                                          | | Включает: Улу-кёрпю, Джума-мечеть , Сумуг-кала, крепость Галача, Джинли-кала, водопад Рам-рама. | [ 21 ]        |
| 23 | Историко-художественный заповедник Гамикая                                          | | Включает петроглифы. | [ 22 ]        |
| 24 | Ханега на реке Пирсагат                                                             | | Включает: комплекс, окруженный крепостными стенами, мечеть с минаретом и тд. |               |
| 25 | Государственный историко-архитектурный заповедник-музей Дворец Ширваншахов          | | Включает: Дворцовое здание Ширваншахов, Диван-хане, Мечеть Кей-Кубада, Мавзолей Сейида Яхья Бакуви, Ворота Мурада, Дворцовая мечеть, Гробница Ширваншахов, Бани ширваншахов, дворцовый овдан | [ 23 ]        |
| 26 | Средневековый город Ахсу                                                            | | Включает: город Ахсу. | [ 8 ]         |
| 27 | Губинский мемориальный комплекс геноцида                                            | | Включает комплекс останков жертв мартовского геноцида 1918 года. | [ 22 ]        |
| 28 | Историко-культурный заповедник Арпачай                                              | | Включает: крепость Оглангала, пещеру Газма, некрополи и тд. | [ 24 ]        |
| 29 | Государственный историко-культурный и природный заповедник Бешбармакские укрепления | | Включает: гору Бешбармаг, Пир Хыдыр Зинда | [ 25 ] [ 26 ] |